# ای‌وی‌ئی مئزر
هنری اسمولینسکی (درگذشته ۱۹۷۳)، مخترع ماشین پرنده که در هنگام آزمایش نخستین محصول شرکتی که خود بنیان نهاده بود با عنوان ماشین پرنده ای‌وی‌ای میزار درگذشت. این ماشین را از روی فورد پینتو ساخته بود.